# Восковики и пестряки
Восковики (лат. Trichiinae) — подсемейство пластинчатоусых жуков, хотя оно также рассматривается в статусе трибы Trichiini в подсемействе бронзовок (Cetoniinae). Род Trichius хорошо известен в Европе.

## Описание
Небольшие или средней величины длиной 9—23 мм. Тело умеренно продолговатое, со стройными, длинными ногами. Окраска различная металлическая или неметаллическая, часто пёстрая, со светлыми или чёрными войлочными пятнами на теле и надкрыльях или со сплошным бархатистым налётом на верхней стороне тела, иногда с белыми или жёлтыми чешуйчатыми пятнами, симметрично расположенными на передпеспинке, надкрыльях, пигидии и
нижней стороне тела. Тело часто покрыто обильными и длинными, светлыми волосками, сильно развитыми на грудном отделе и брюшке, но нередко волосяной покров бывает слабо развит или даже сверху отсутствует. Голова без выростов, небольшая. Переднеспинка умеренно или слабо выпуклая, большей частью с продольной линией посредине. Щиток имеет разную форму — от полукруглой до удлинённо-треугольной. Надкрылья с точечными или простыми, продольными полосками. Ноги стройные, длинные. Бёдра без зубцов. Передние голени снаружи с 1—2 зубцами, на внутреннем крае. Половой диморфизм не резко выражен.
Продолжительность генерации в основном однолетняя, но в ряде случаев может быть до 2 лет, с зимовкой в личиночной фазе. Личинка развивается в трухлявой древесине отмерших стволов лиственных деревьев, а также в их дуплах.
Жуки являются светолюбивыми, дневными насекомыми, посещающими цветы, частями которых и питаются.

## Систематика
- Подсемейство Trichiinae
  - триба Osmodermini

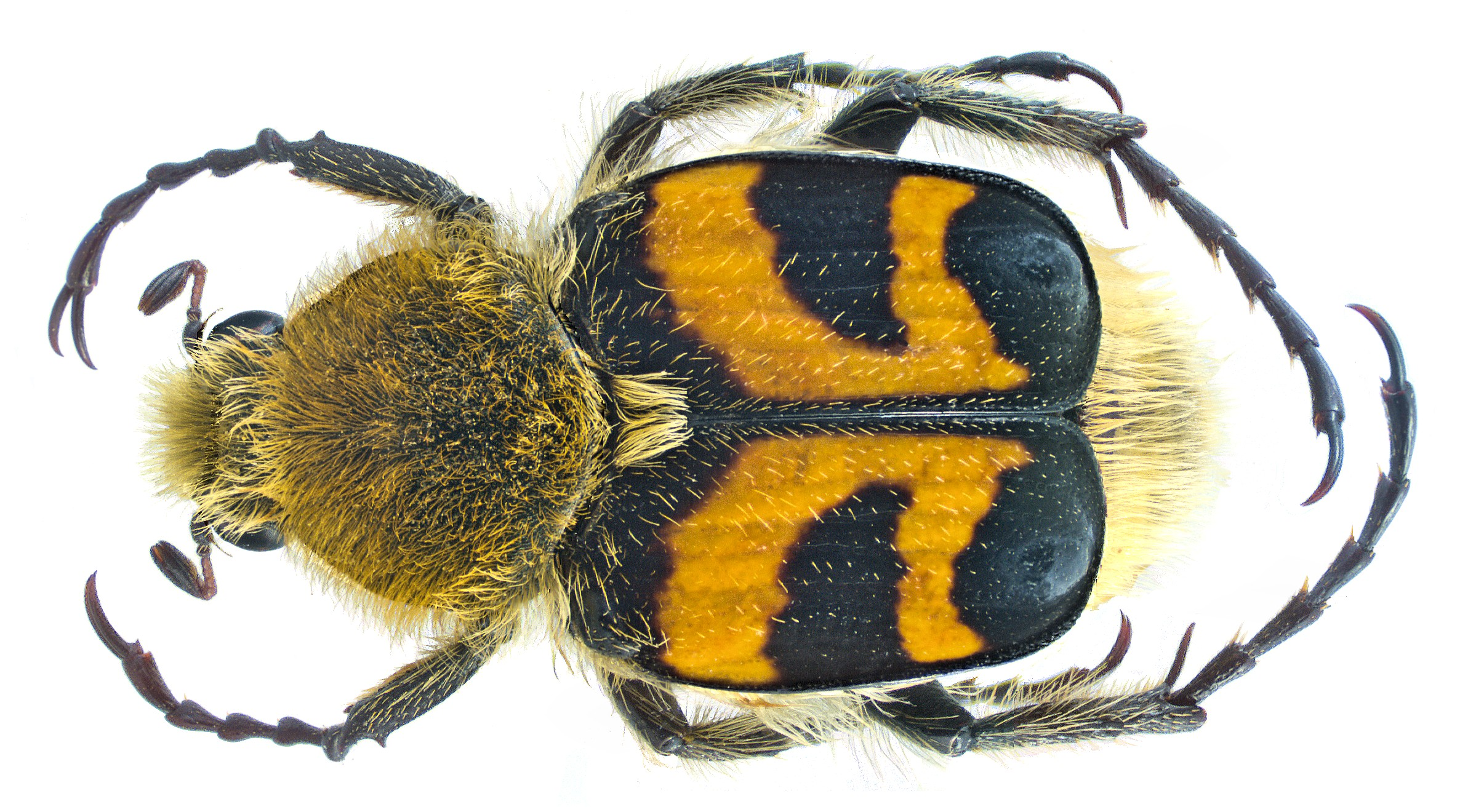
Trichius fasciatus

    - род Osmoderma (Lepeletier & Serville, 1825)

  - триба Trichiini
    - род Agnorimus (Miyake et alii, 1991)
    - род Dialithus
    - род Gnorimus (Lepeletier & Serville, 1825)
    - род Trichius (Fabricius, 1787)

## Заметки
1. ↑  Горностаев Г. Н. Насекомые СССР. — Москва: Мысль, 1970. — 372 с. — (Справочники-определители географа и путешественника).